# Alexander Resch
Alexander Resch (Berchtesgaden, 5 april 1979) is een voormalig Duits rodelaar. Resch vormde een koppel samen met Patric Leitner.
Resch werd in 1999 in eigen land wereldkampioen in het dubbel. Een jaar later op de natuurijsbaan van Sankt Moritz prolongeerden Resch en Leitner hun wereldtitel.
Resch won samen met Leitner tijdens de Olympische Winterspelen 2002 de gouden medaille in het dubbel.
In 2004 en 2007 werden Resch en Leitner wereldkampioen.
In 2010 wonnen Resch en Leitner op de baan van het Whistler Sliding Centre  olympisch brons.
Resch en Leitner wonnen zesmaal het eindklassement van de wereldbeker rodelen

## Resultaten

### Wereldkampioenschappen
| Jaar | Plaats       | Resultaat                |
| ---- | ------------ | ------------------------ |
| 1999 | Königssee    | dubbel · landenwedstrijd |
| 2000 | Sankt Moritz | dubbel · landenwedstrijd |
| 2001 | Calgary      | landenwedstrijd          |
| 2003 | Sigulda      | dubbel · landenwedstrijd |
| 2004 | Nagano       | dubbel · landenwedstrijd |
| 2005 | Park City    | dubbel                   |
| 2007 | Igls         | dubbel · landenwedstrijd |

### Olympische Winterspelen rodelen
| Jaar | Plaats         | Resultaat |
| ---- | -------------- | --------- |
| 2002 | Salt Lake City | dubbel    |
| 2006 | Turijn         | 6e dubbel |
| 2010 | Vancouver      | dubbel    |

1964: Josef Feistmantl / Manfred Stengl ·
1968: Klaus-Michael Bonsack / Thomas Köhler ·
1972: Paul Hildgartner / Walter Plaikner & Horst Hörnlein / Reinhard Bredow ·
1976: Hans Rinn / Norbert Hahn ·
1980: Hans Rinn / Norbert Hahn ·
1984: Hans Stanggassinger / Franz Wembacher ·
1988: Jörg Hoffmann / Jochen Pietzsch ·
1992: Stefan Krauße / Jan Behrendt ·
1994: Kurt Brugger / Wilfried Huber ·
1998: Stefan Krauße / Jan Behrendt ·
2002: Patric Leitner / Alexander Resch ·
2006: Andreas Linger / Wolfgang Linger ·
2010: Andreas Linger / Wolfgang Linger ·
2014: Tobias Wendl / Tobias Arlt ·
2018: Tobias Wendl / Tobias Arlt ·
2022: Tobias Wendl / Tobias Arlt